# Vassfritfluga
Vassfritfluga (Lipara lucens) är en tvåvingeart som beskrevs av Johann Wilhelm Meigen 1830. Vassfritfluga ingår i släktet Lipara, och familjen fritflugor. Arten är reproducerande i Sverige. Inga underarter finns listade i Catalogue of Life.

## Ekologi
Vassfritflugan orsakar en gallbildning på vass (Phragmites australis), en gall som senare fungerar som skydd för larven och puppan. Flugan lägger ägg i vassens blomskott. När äggen kläcks äter larverna i blomskottets tillväxtkärna, vilket leder till att vassen slutar växa, och att blomskottet förtjockas och förvedas runt larven. Dessutom  växer det till ett onormalt stort antal blad runt denna gallbildning, som omsluter och skyddar den, ungefär som bladen kring en majskolv. Gallen är cirka 10-15 cm lång och kallas cigarrgall. 
Gallen är populär även bland andra insekter, både parasitiskt (medan fritflugans larv är kvar i gallen), och efter att gallen övergivits av den färdiga flugan den följande sommaren. Bland annat rovsteklar och bin lägger ägg i vassfritflugans gamla bo. Enligt en tjeckisk undersökning 2014 är det så mycket som 13 arter bin och getingar som lägger ägg i vassfritflugans gall.  Vasscitronbiet, Hylaeus pectoralis, har detta som enda kända fortplantningsstrategi, och är därmed helt beroende av Vassfritflugan.